# 長野信号通信技術センター
座標: 北緯36度38分29.1秒 東経138度11分04.0秒 / 北緯36.641417度 東経138.184444度
長野信号通信技術センター（ながのしんごうつうしんぎじゅつセンター）は、長野県長野市にある東日本旅客鉄道（JR東日本）長野支社の信号通信の技術者が所属する組織である。

## 歴史
- 2001年12月1日 - 長野信号通信技術センター発足